# Erkenbrechtsweiler
Erkenbrechtsweiler ist eine Gemeinde im Landkreis Esslingen in Baden-Württemberg. Sie gehört zur Region Stuttgart (bis 1992 Region Mittlerer Neckar) und zur Randzone der europäischen Metropolregion Stuttgart. Erkenbrechtsweiler ist mit seiner gesamten Gemarkung Teil des Biosphärengebiets Schwäbische Alb und des UNESCO Geoparks Schwäbische Alb.

## Geographie

### Geographische Lage
Erkenbrechtsweiler ist die einzige Gemeinde im Landkreis Esslingen, deren Markung vollständig auf der Albhochfläche liegt, in einem Höhenbereich von 636 bis 745 m ü. NHN.

### Gemeindegliederung
Zu Erkenbrechtsweiler gehören das Dorf Erkenbrechtsweiler und der Ort Burrenhof. Im Norden der Gemeinde in der Flur „Burg“ liegt ein abgegangener Wohnplatz wahrscheinlich aus fränkischer Zeit.

### Nachbargemeinden
Angrenzende Gemeinden sind reihum die Stadt Neuffen im Westen, die Gemeinde Beuren im Nordwesten, die Stadt Owen im Norden, die Gemeinde Lenningen im Osten, diese alle im eigenen Landkreis Esslingen; weiter die Gemeinden Grabenstetten im Süden und Hülben kurz im Südwesten, die beide dem Landkreis Reutlingen angehören.

### Flächenaufteilung
Nach Daten des Statistischen Landesamtes, Stand 2014.

## Geschichte

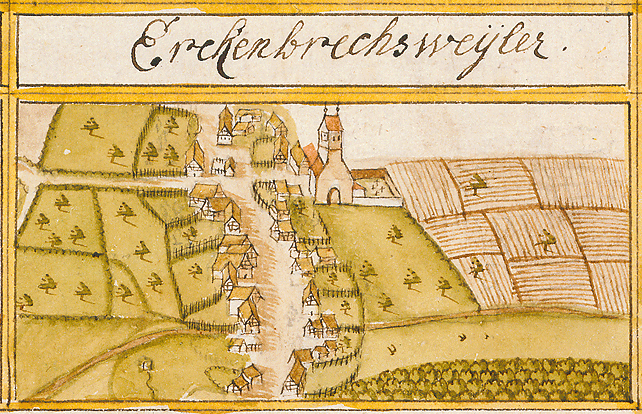
Erkenbrechtsweiler 1683/1685 im Kieserschen Forstlagerbuch

### Vorgeschichte
Ein Hügelgrab aus der Bronzezeit beweist, dass schon in der Bronzezeit Menschen auf der Gemarkung wohnten. Auch Reste aus der Hallstattzeit wurden gefunden.

### Mittelalter
Erkenbrechtsweiler wurde erstmals 1284 als Hergenbolswiler bzw. Erggenboltswilaer urkundlich erwähnt, als Berthold von Neuffen es dem Hochstift zu Speyer zu Lehen übertrug. 1301 wurde der Ort mit der Herrschaft Neuffen an die Grafen von Württemberg verkauft.

### Neuzeit
Bis zum Jahr 1806, als das Königreich Württemberg errichtet wurde, gehörte Erkenbrechtsweiler zum Amt Neuffen. Im Zuge der Umsetzung der neuen Verwaltungsgliederung Württembergs kam der Ort zum Oberamt Nürtingen.
1910 wurde Erkenbrechtsweiler ans Stromnetz angebunden, ab 1919 folgte die Wasserversorgung.
Bei der Kreisreform während der NS-Zeit in Württemberg gelangte Erkenbrechtsweiler 1938 zum neugebildeten Landkreis Nürtingen. Am Ende des Zweiten Weltkriegs fanden im April 1945 Häuserkämpfe statt, bei denen 28 Wehrmachtssoldaten und sechs Zivilisten ums Leben kamen. 1945 bis 1952 gehörte die Gemeinde zum Nachkriegsland Württemberg-Baden, das 1945 in der Amerikanischen Besatzungszone gegründet worden war, ab 1952 zum neuen Bundesland Baden-Württemberg.
Durch den Zuzug von Heimatvertriebenen und Flüchtlingen entstand Anfang der 1950er Jahre die Neubausiedlung Hartbühl. Seit der Kreisreform von 1973 ist Erkenbrechtsweiler Teil des Landkreises Esslingen.

### Religionen

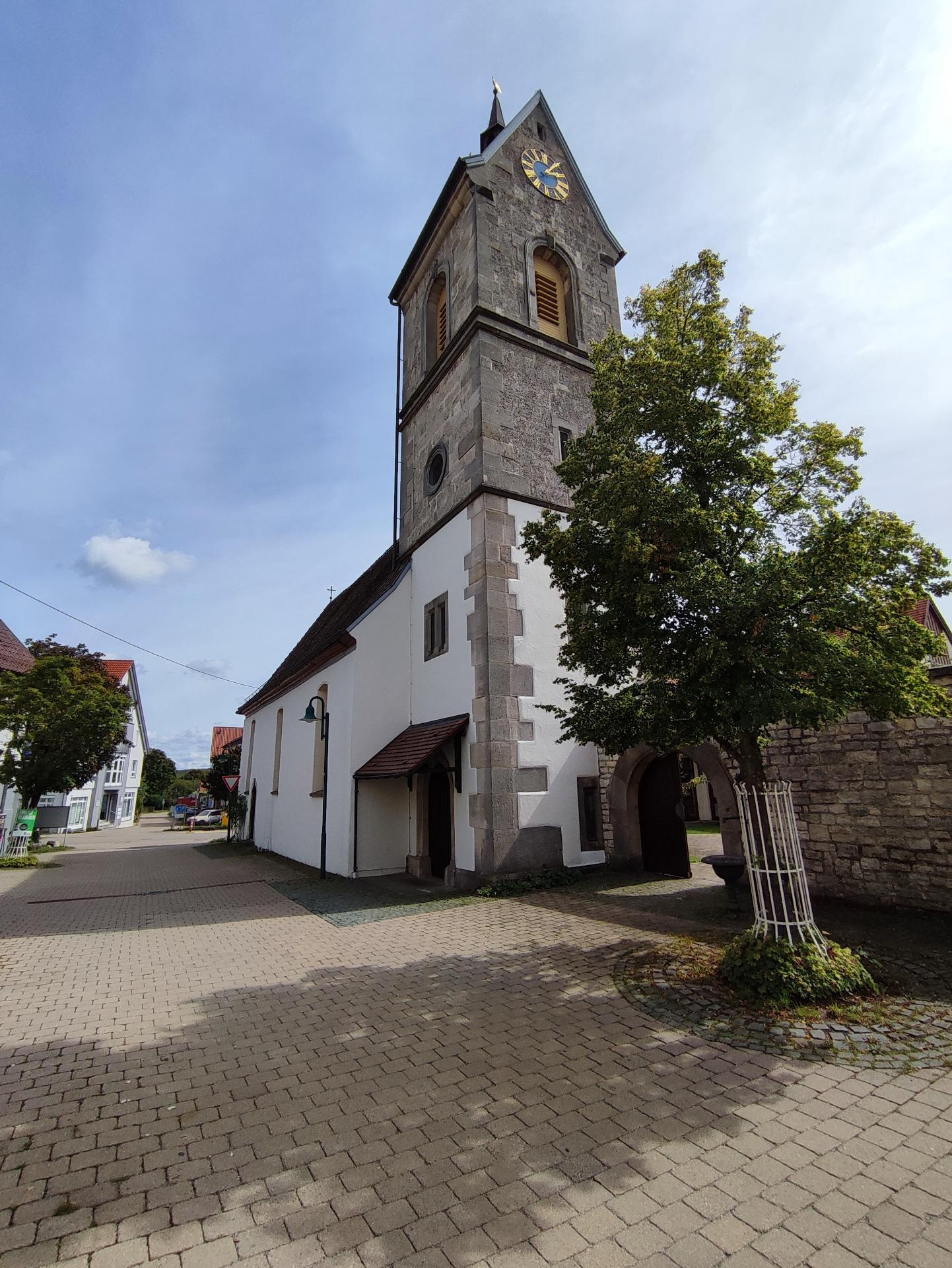
Evangelische Kirche

Seit der Reformation ist Erkenbrechtsweiler evangelisch geprägt. Die Kirchengemeinde umfasst die Gemeinde Erkenbrechtsweiler und seit 2004 auch den Ortsteil Hochwang der Gemeinde Lenningen. 
Daneben gibt es inzwischen auch eine neuapostolische Kirche. Römisch-katholische Christen hingegen müssen zum Gottesdienst in den Lenninger Ortsteil Hochwang fahren.

### Einwohnerentwicklung
Die Einwohnerzahlen sind Volkszählungsergebnisse (¹) oder amtliche Fortschreibungen des Statistischen Landesamtes (nur Hauptwohnsitze).
| Stichtag             | Einwohnerzahl |
| -------------------- | ------------- |
| 3. Dezember 1834 ¹   | 538           |
| 1. Dezember 1871 ¹   | 686           |
| 1. Dezember 1900 ¹   | 789           |
| 17. Mai 1939 ¹       | 957           |
| 13. September 1950 ¹ | 1.246         |
| 6. Juni 1961 ¹       | 1.314         |
| 27. Mai 1970 ¹       | 1.446         |
| 25. Mai 1987 ¹       | 1.831         |
| 31. Dezember 1995    | 2.012         |
| 31. Dezember 2000    | 2.173         |
| 31. Dezember 2005    | 2.133         |
| 31. Dezember 2015    | 2.143         |
| 31. Dezember 2020    | 2.187         |

## Politik

### Gemeinderat
Der Gemeinderat in Erkenbrechtsweiler besteht aus den 10 gewählten ehrenamtlichen Gemeinderäten und dem Bürgermeister als Vorsitzendem. Der Bürgermeister ist im Gemeinderat stimmberechtigt.
Die Kommunalwahl am 9. Juni 2024 führte zu folgendem Endergebnis. 
| Parteien und Wählergemeinschaften | Parteien und Wählergemeinschaften | % 2024  | Sitze 2024 | % 2019 | Sitze 2019 | Kommunalwahl 2024 %50403020100 36,31 %48,32 %15,37 % UBLBWVGrüneGewinne und Verlusteim Vergleich zu 2019 %p 8 6 4 2 0 −2 −4 −6 −8−10−12−11,71 %p+6,31 %p+5,40 %pUBLBWVGrüne |
| UBL                               | Unabhängige Bürgerliste           | 36,31   | 4          | 48,02  | 5          | Kommunalwahl 2024 %50403020100 36,31 %48,32 %15,37 % UBLBWVGrüneGewinne und Verlusteim Vergleich zu 2019 %p 8 6 4 2 0 −2 −4 −6 −8−10−12−11,71 %p+6,31 %p+5,40 %pUBLBWVGrüne |
| BWV                               | Bürgerliche Wählervereinigung     | 48,32   | 5          | 42,01  | 4          | Kommunalwahl 2024 %50403020100 36,31 %48,32 %15,37 % UBLBWVGrüneGewinne und Verlusteim Vergleich zu 2019 %p 8 6 4 2 0 −2 −4 −6 −8−10−12−11,71 %p+6,31 %p+5,40 %pUBLBWVGrüne |
| GRÜNE                             | Bündnis 90/Die Grünen             | 15,37   | 1          | 9,97   | 1          | Kommunalwahl 2024 %50403020100 36,31 %48,32 %15,37 % UBLBWVGrüneGewinne und Verlusteim Vergleich zu 2019 %p 8 6 4 2 0 −2 −4 −6 −8−10−12−11,71 %p+6,31 %p+5,40 %pUBLBWVGrüne |
| gesamt                            | gesamt                            | 100,0   | 10         | 100,0  | 10         | Kommunalwahl 2024 %50403020100 36,31 %48,32 %15,37 % UBLBWVGrüneGewinne und Verlusteim Vergleich zu 2019 %p 8 6 4 2 0 −2 −4 −6 −8−10−12−11,71 %p+6,31 %p+5,40 %pUBLBWVGrüne |
| Wahlbeteiligung                   | Wahlbeteiligung                   | 71,95 % | 71,95 %    | 66,5 % | 66,5 %     | Kommunalwahl 2024 %50403020100 36,31 %48,32 %15,37 % UBLBWVGrüneGewinne und Verlusteim Vergleich zu 2019 %p 8 6 4 2 0 −2 −4 −6 −8−10−12−11,71 %p+6,31 %p+5,40 %pUBLBWVGrüne |

### Wappen
Offizielle Blasonierung: „Über goldenem (gelbem), mit einer liegenden schwarzen Hirschstange belegtem Schildfuß ein grüner Berg mit silberner (weißer) Felsspitze, dahinter die aufgehende rote Sonne.“
Die Hirschstange weist auf die Zugehörigkeit zu Württemberg hin, das dieses Symbol ebenfalls im Wappen trägt. Der Berg mit dem Fels stellt die Lage am Albtrauf dar. Das Wappen wurde Erkenbrechtsweiler durch Beschluss der Landesregierung vom 20. September 1954 verliehen.

## Wirtschaft und Infrastruktur

### Verkehr
Erkenbrechtsweiler liegt im Verkehrs- und Tarifverbund Stuttgart. Die Buslinien 172 und 179 verbinden den Ort mit den nächstgelegenen Bahnhöfen, nämlich Oberlenningen an der Teckbahn nach Wendlingen am Neckar sowie Neuffen an der Tälesbahn nach Nürtingen.

### Bildung
In Erkenbrechtsweiler gibt es eine Grundschule mit Außenstelle in Hochwang. Außerdem besteht im Höfle ein Kindergarten.

### Freizeitinfrastruktur
Erkenbrechtsweiler liegt am Albsteig (auch Schwäbische-Alb-Nordrand-Weg oder HW1), einem der beliebtesten Fernwanderwege Deutschlands, der entlang des Albtraufs von Donauwörth bis Tuttlingen verläuft, sowie dem Alb-Crossing, einem Fernradweg geeignet für Mountainbiker oder Gravel-Biker, der in sechs Etappen von Aalen bis nach Tuttlingen führt.

### Sehenswürdigkeiten
Der Heidengraben, ein keltisches Oppidum (eine stark befestigte Stadt), entstand um 100 v. Chr. Es liegt auf einem halbinselartigen Plateau zwischen dem Erms- und Lautertal und ist mit insgesamt über 16 km² die größte Anlage dieser Art in Mitteleuropa. Der Kern des Oppidums mit 153 ha war die Elsachstadt westlich von Grabenstetten, die durch mehrfache Vorbefestigungen zusätzlich gesichert war. Nördlich von Erkenbrechtsweiler befindet sich ein rekonstruiertes Tor. Gegen Süden war das Oppidum mit zwei Wällen gesichert, von denen der eine südlich von Grabenstetten noch gut erhalten ist. Ein archäologischer Lehrpfad mit vielen Info-Tafeln erschließt die Anlage für den Besucher.

## Naturdenkmale

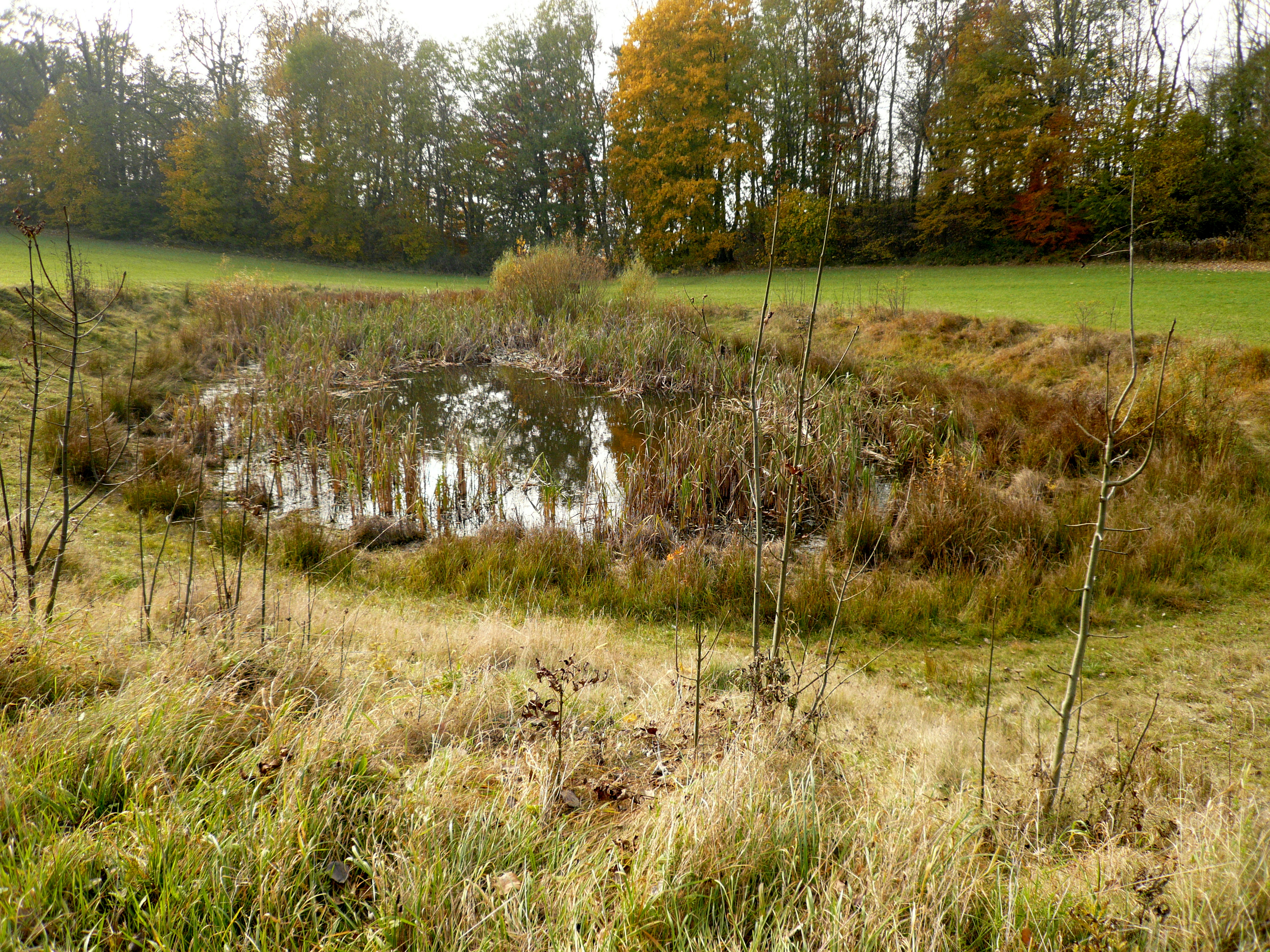
Die Molach

Das Biotop Molach am Rande der Albhochfläche liegt über dem Schlot eines nur im Ober-Miozän aktiven Vulkans (Schwäbischer Vulkan). Der Schlottuff ist wasserstauend, so dass sich auf der ansonsten verkarsteten Alb feuchte Stellen bilden. Der maarartige Kessel der Molach zählt zu den Seltenheiten der Alb. Sehr viele andere Feuchtstellen oder Tümpel (Hülen) führten zur Besiedlung.

## Persönlichkeiten

### Söhne und Töchter der Gemeinde
- Friedrich von Römer (1794–1864), Politiker, Mitglied der Frankfurter Nationalversammlung, MdL (Württemberg), württembergischer Justizminister (1848/49)
- Karin Roth (* 1949), Politikerin (SPD), MdB, Parlamentarische Staatssekretärin beim Bundesminister für Verkehr, Bau und Stadtentwicklung (2005–2009), Senatorin für Arbeit, Gesundheit und Soziales der Freien und Hansestadt Hamburg (1998–2001).

### Persönlichkeiten, die vor Ort gewirkt haben
- Friedrich Losch (1860–1936), Pfarrer und Heimatforscher, war zwischen 1886 und 1895 als Pfarrer in Erkenbrechtsweiler tätig
- Martin Nicolaus (1870–1945), Kunstmaler
- August Lämmle (1876–1962), schwäbischer Mundartdichter, war in Erkenbrechtsweiler als Volksschullehrer tätig.
- Rudolf Schwarz (1904–1963), Schriftsteller und Parapsychologe, betrieb ein Werbeunternehmen in Erkenbrechtsweiler